# Владыкино (станция МЦК)
Влады́кино — остановочный пункт на Малом кольце Московской железной дороги, станция маршрута городского поезда — Московского центрального кольца. Расположен в границах технической железнодорожной станции Владыкино-Московское. Открыт 10 сентября 2016 года вместе с открытием пассажирского движения на МЦК.

## Расположение и пересадки
Находится в Северо-Восточном административном округе на границе районов Отрадное и Марфино. Оборудована турникетами, которые начали действовать 11 октября 2016 года. Для осуществления прохода и гашения поездок используют единые транспортные карты Московского транспорта, используемые также для проезда в метрополитене и наземном городском транспорте.
Имеется крытая пересадка на одноимённую станцию Серпуховско-Тимирязевской линии метро, для перехода в оба направления необходимо пройти через турникет. Пересадка между метрополитеном и МЦК возможна без дополнительной оплаты в течение 90 минут с момента первого прохода, если пассажир приложил к турникету билет, использованный им ранее для входа.

## Пассажиропоток
Из 31 станции МЦК Владыкино занимает второе место по популярности. В 2017 году средний пассажиропоток по входу и выходу составил 37 тыс. чел. в день и 1117 тыс. чел. в месяц. В 2016 году после месяца бесплатного проезда по МЦК станция стала второй по числу пассажиров. Среднесуточный пассажиропоток в будни составил 18,3 тысяч человек.

## Наземный общественный транспорт
На этой станции можно пересесть на следующие маршруты городского пассажирского транспорта:
- Автобусы: м2, 33, 76, 154, 238, 353, 503, 524, 525, с543, с585, 599, 637, т29

## Фотогалерея
| - Общий вид - Вход в надземный переход - Надземный переход и спуски к платформам - Платформы |